# Raoul Bellanova
Raoul Bellanova (Rho, 2000. május 17. –) olasz utánpótlás válogatott labdarúgó, hátvéd, a Torino játékosa.

## Pályafutása

### Klubcsapatokban
Bellanova az olasz AC Milan akadémiáján nevelkedett. Felnőtt labdarúgó-pályafutását a francia élvonalbeli Bordeaux csapatánál kezdte el, 2019. augusztus 10-én debütált az Angers elleni Ligue 1 mérkőzésen. 2020-ban kölcsönben az olasz élvonalbeli Atalanta csapatában futballozott; a Serie A-ban 2020. július 14-én debütált egy Brescia elleni mérkőzésen. A 2020–2021-es szezonban a másodosztályú Pescara, a 2021–2022-es szezonban pedig az élvonalbeli Cagliari csapataiban futballozott kölcsönben. 2022 júliusában végleg szerződtette őt a Cagliari. A 2022–2023-as szezonban kölcsönben az Internazionale csapatában játszott, amellyel olasz kupa- és szuperkupa győztes lett, valamint szerepelt a 2023-as UEFA-bajnokok ligája-döntőjében.

### A válogatottban
Többszörös olasz utánpótlás-válogatott; tagja volt a 2016-os U17-es labdarúgó-Európa-bajnokságon, a 2017-es U17-es labdarúgó-Európa-bajnokságon, a 2018-as U19-es labdarúgó-Európa-bajnokságon, a 2019-es U20-as labdarúgó-világbajnokságon és a 2021-es U21-es labdarúgó-Európa-bajnokságon szerepelt olasz csapatoknak.
2024. június 6-án bekerült a 2024-es labdarúgó-Európa-bajnokságra utazó végleges keretbe.

## Sikerei, díjai
- Internazionale
  - Olasz kupagyőztes: 2022–23
  - Olasz szuperkupagyőztes: 2022